# آرسی (کمون)
آرسی (به فرانسوی: Arsy) یک کمون در فرانسه است که در اوآز واقع شده‌است. آرسی ۷٫۲۷ کیلومتر مربع مساحت دارد ۷۲ متر بالاتر از سطح دریا واقع شده‌است.